# Stadtbahnwagen Typ M/N

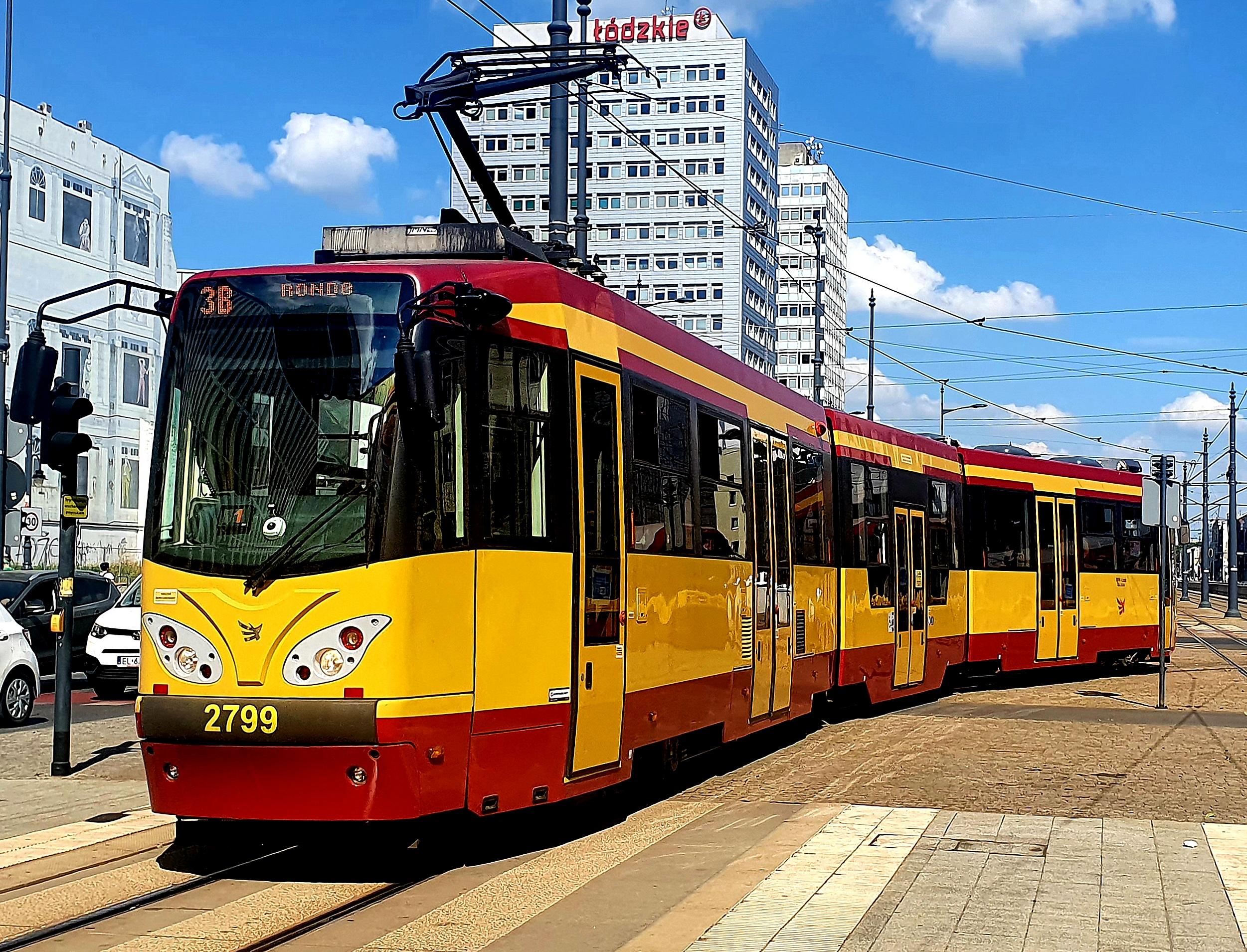
Typ M8CN in Łódź

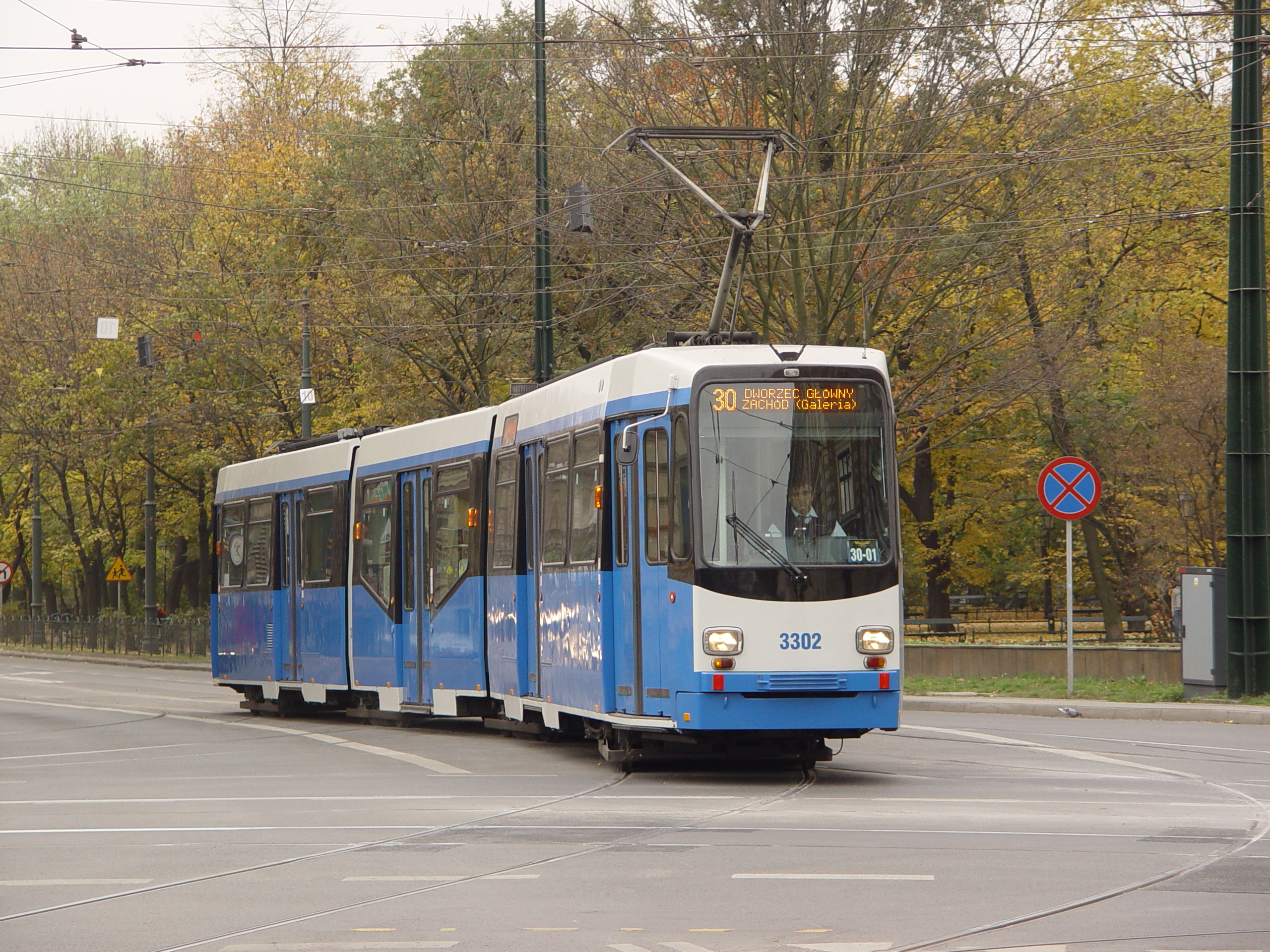
Typ N8S-NF in Krakau

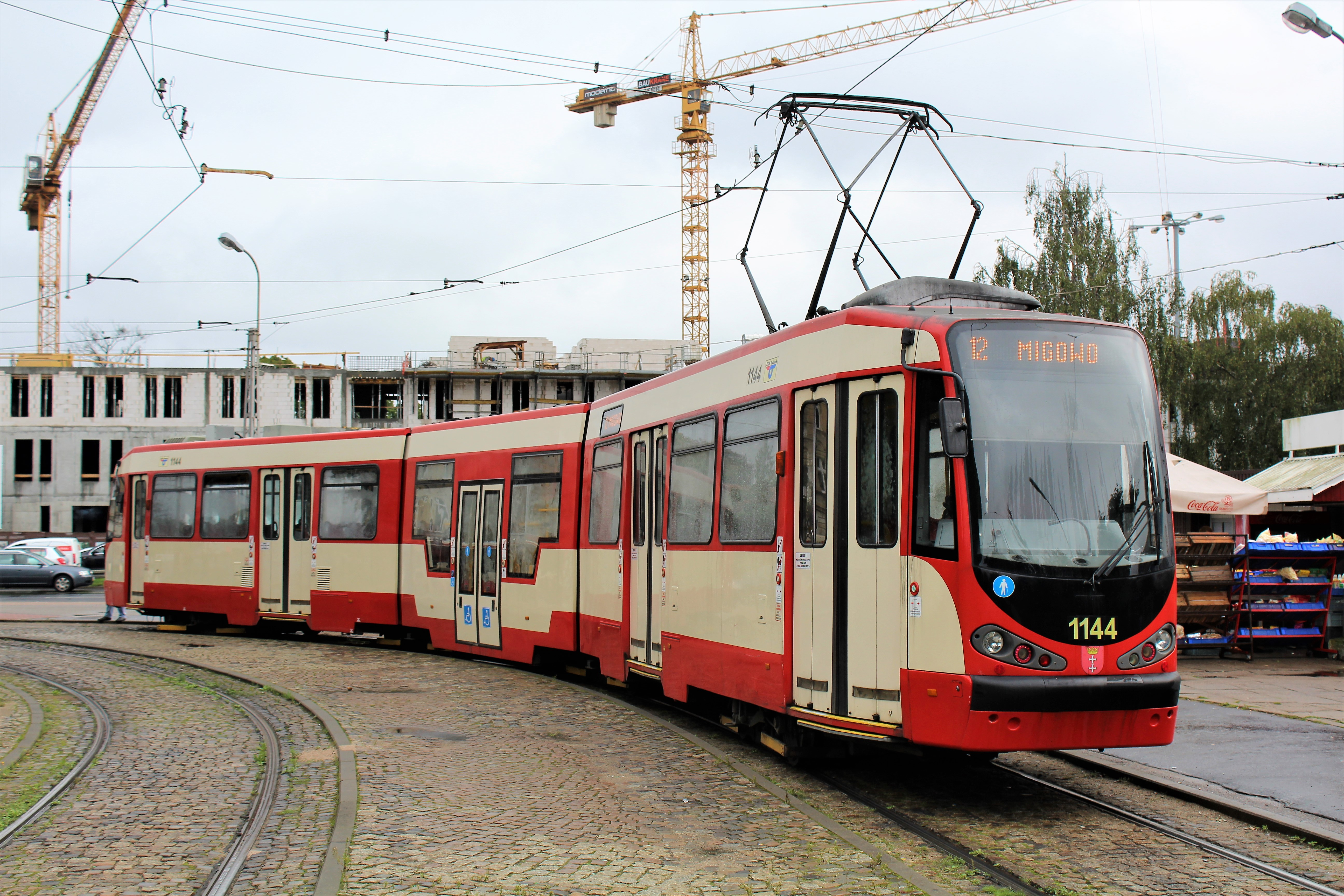
Wagen N8C-NF in Danzig

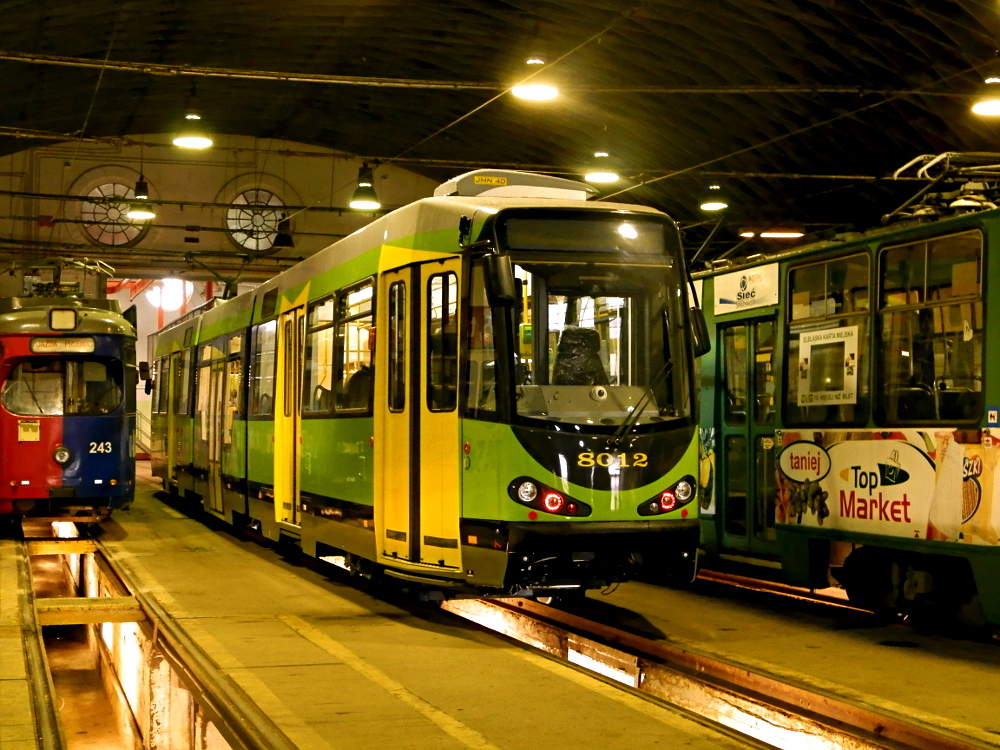
Wagen M8C aus Augsburg in Elbląg

Der Stadtbahnwagen Typ M wurde 1975 gemeinsam von den Verkehrsbetrieben in Essen, Mülheim an der Ruhr, Bochum und Bielefeld in Zusammenarbeit mit der DUEWAG entwickelt. Dieser neu entwickelte Zweirichtungswagen in Meterspurausführung sollte bei einer Breite von 2,30 Meter auf Straßenbahnstrecken, aber im Vorlauf auch auf Stadtbahn- und Tunnelstrecken fahren.
Später wurde auch eine Ausführung für normalspurige Verkehrsbetriebe entwickelt, die als Stadtbahnwagen Typ N bezeichnet wird.

## Ausführung und Einsatz
Der Stadtbahnwagen Typ M ist Nachfolger des 1969 vorgestellten Typs Mannheim und wurde als sechs- und achtachsiger Gelenkwagen in Zweirichtungsausführung konzipiert. Ihm zugrunde gelegt war die Typenempfehlung des VÖV für einen Stadtbahnwagen im Vorlaufbetrieb. Während die VÖV-Empfehlung 2,40 Meter breite Wagen vorsah (was nur in Hannover mit dem TW 6000 verwirklicht wurde), wurde der M-Wagen nur 2,30 Meter breit ausgeführt, damit er sich besser in die Gleisnetzkonfiguration der meisten Betriebe integrierte.
Die ersten Serien waren noch mit einer Schützsteuerung ausgerüstet (Typen M 6 S und M 8 S). Ab 1978 wurde eine Chopper-Steuerung eingebaut, diese Wagen sind am Index „C“ hinter der Typenbezeichnung zu erkennen. Seit Mitte der 1980er Jahre wurden auch Fahrzeuge mit Drehstromantrieb gefertigt, diese tragen ein „D“ in der Fahrzeugkennung. Eine letzte Serie der M-Wagen wurde Mitte der 1990er Jahre für die Stadtbahn Bielefeld gefertigt.
Das Mittelteil der M8-Wagen besitzt, außer bei den Augsburger Fahrzeugen, keine Ausstiegstüren. Die Erstlieferung umfasste sechs Wagen für Mülheim (M 8), 20 Wagen für Essen (M 8), 33 Wagen für Bochum/Gelsenkirchen (M 6) und vier Wagen für Bielefeld (M 8). 1978 folgte eine normalspurige Serie als Typ N 8 für Dortmund mit zunächst 20 Exemplaren in achtachsiger Ausführung.
In den folgenden Jahren wurden die Bestände in den Ruhrgebietstädten aufgestockt, so waren in Dortmund insgesamt 54 Wagen eingesetzt. Weitere Städte, die den M- beziehungsweise N-Wagen bestellten, waren Krefeld (20 M 8), Nürnberg (zwölf N 6), Heidelberg (acht M 8), Augsburg (zwölf M 8), Mainz (zehn M 8, davon vier aus Bielefeld) und Kassel (22 N 8).
Mittlerweile wurden die M/N-Wagen weitgehend durch Niederflurwagen diverser Typen abgelöst. Im Jahr 2025 sind die Betriebe in Essen, Heidelberg, Mainz und Kassel die einzigen, bei denen diese Bauart noch regelmäßig eingesetzt wird. In Kassel allerdings nur noch auf morgendlichen E-Wagen und einem Umlauf tagsüber. Die 2 verbliebenen Wagen in Kassel werden ab 2026 abgestellt, durch die Lieferung neuerer Wagen von Skôda.

## M-Wagen mit Klappstufen
Nach Essen wurden 1983 Stadtbahnwagen M mit Klappstufen für den Einsatz an Hochbahnsteigen auf der Strecke nach Bredeney geliefert. Ebenso beschaffte Bielefeld zunächst 44 M-Wagen mit Klappstufen für das dortige Stadtbahnnetz, denen später weitere folgten, darunter auch vierachsige Beiwagen der M-Bauart.
In Mülheim, Essen, Bochum/Gelsenkirchen und Bielefeld kommen M/N-Wagen auf den Stadtbahnnetzen beziehungsweise den Straßenbahnvorlaufstrecken zum Einsatz, in den Innenstädten findet man sie daher bevorzugt auf Tunnelstrecken.
In Dortmund startete das Stadtbahnnetz im Mai 1983 ausschließlich mit dem Stadtbahnwagen N, bevor ab 1986 B-Wagen zum Einsatz kamen.

## M-Wagen mit Niederflurmittelteil
Um auch mobilitätseingeschränkten Reisenden die Benutzung der Straßenbahn zu erleichtern und die Kapazität der Fahrzeuge zu erhöhen, wurden ab 1992 die zwölf Nürnberger N 6 S mit knapp sechs Meter langen Niederflur-Mittelteilen zu N 8 S-NF verlängert. Die Fahrzeuge haben nun einen Niederfluranteil von zehn Prozent.
Im Zuge des Niederflurbooms der 1990er Jahre beschafften zahlreiche Verkehrsbetriebe neue Fahrzeuge mit Niederflurtechnik, so auch die Mülheimer/Oberhausener Straßenbahn in den Jahren 1995/96 zur Eröffnung der Strecke nach Oberhausen.
Jedoch blieben diese nicht die einzigen Niederflurwagen in Mülheim, im Anschluss wurden auch M 6-Wagen um ein Niederflur-Mittelteil erweitert. Nach einem Prototyp im Jahr 1997 folgten weitere sechs Umbauten. Dieses Mittelteil hat Einzelachsfahrwerke, die Endwagen stützen sich darauf auf. Somit besitzen die Wagen weiterhin sechs Achsen und werden daher als M 6 NF bezeichnet.

## Liste der gebauten Stadtbahnwagen Typ M/N
| Stadt                | 0Typ0    | Bild | Baujahr    | Fahrzeugnummern | Bemerkungen |
| -------------------- | -------- | ---- | ---------- | --------------- | --- |
| Augsburg             | M8C      |      | 1985       | 8001–8012       | Mitteltür im Mittelteil und zweite Seitenanzeige; Wagen 8010 und 8011 seit Sommer 2010 ausgemustert; 8001, 8003 und 8012 seit 2012 ausgemustert; 8001 und 8011 seit April 2012 in Darmstadt, 8001 wurde dort bis 2016 zum Arbeitswagen umgebaut. 8011 war Ersatzteilspender und wurde 2014 verschrottet; 8003, 8010 und 8012 seit Mai 2013 in Elbing/Elbląg in Polen, wo sie bei Modertrans Poznań modernisiert wurden und ein Niederflur-Mittelteil erhalten haben. Im Januar 2019 ging Wagen 8004 nach Elbląg. Im Oktober 2023 wurden die letzten verbliebenen 3 Fahrzeuge endgültig abgestellt. Wagen 8006 verbleibt für Sonderfahrten in Augsburg. |
|                      |          |      |            |                 | |
| Bielefeld            | M 8 S    |      | 1975       | 501–504         | 1987/89 verkauft nach Mainz, dortige Wagennummern 277–280 |
| Bielefeld            | M8C      |      | 1982–1987  | 516–559         | mit Klappstufen, 517–520 Ersatzteilspender und im April 2010 verschrottet; 527 und 535 im März 2012 verschrottet; 521–523, 525–526, 528–534 und 536–537 seit 2013 in Łódź |
| Bielefeld            | M8D      |      | 1994/98    | 560–595         | mit Klappstufen, nur ein Führerstand, daher nur als Doppeltraktion im Einsatz |
| Bielefeld            | MB 4     |      | 1999       | 511–515         | Beiwagen, mit Klappstufen, Einsatz nur auf Linie 1/4 |
|                      |          |      |            |                 | |
| Bochum/Gelsenkirchen | M 6 S    |      | 1976/77    | 301–333         | 301, 302, 316, 324, 327 und 328 verkauft nach Łódź (327 dort abgestellt und wird als Schrott verkauft; 301 & 324 2019 abgestellt; 302, 316, 328 2020 abgestellt, davon 302, 328 verschrottet) 305, 306, 307 und 315 verkauft nach Mülheim, dort 296–299; 322 Abgabe nach Feuerwehr Wattenscheid im Jahre 2001 und dort 2011 verschrottet; 303, 304, 308, 309, 319, 320, 323, 329 zwischen 2003 und 2017 verschrottet; 317 2017 abgestellt; 314 2019 abgestellt Im Januar 2021 ging Triebwagen 332 aus Anlass des 125. Geburtstags der BOGESTRA, mit Unterzeichnung des Kaufvertrags in den Museumswagen-Bestand der VhAG über.                         |
| Bochum/Gelsenkirchen | M6C      |      | 1982       | 334–355         | bis auf 340 alle verkauft (z. B. an Bursa) oder verschrottet, 340 = Schleifwagen 678 (2015) |
|                      |          |      |            |                 | |
| Dortmund             | N8C      |      | 1978–1982  | 101–154         | 101–106 sowie 130 wurden verschrottet, 107 – 129 sowie 131 – 154 wurden, bis auf 142, an die ZKM Gdańsk verkauft und dort aufgearbeitet, 142 = 6x-Atw 902 (1996) |
|                      |          |      |            |                 | |
| Essen                | M 8 S    |      | 1975/76    | 1001–1020       | 1009, 1010 nach Brandschäden ausgemustert, 1021=1010², später mit 1014 und 1020 nach Mülheim an der Ruhr, Wagennummern 278–280 1003, 1005–1008 & 1016–1019 Verkauf nach Arad im Jahr 2006; 1004 und 1013 Verkauf im Jahr 2006 nach Krakau, 1004 im Folgejahr zerlegt; 1015 nach Krefeld als Ersatzteilspender im Jahr 2006, 2007 ebenfalls zerlegt; 1001, 1002 verschrottet im Jahr 2000. |
| Essen                | M8C      |      | 1979       | 1101–1115       | 1115 = 6x-Atw 616 (2010); 1102–1114, 1116 verschrottet; 1101 an Nahverkehrsmuseum Dortmund abgegeben |
| Essen                | M8D      |      | 1980       | 1200            | 1993 Umbau zu M8C 1116², Rest nach Unfällen ausgemustert bzw. 2016 abgestellt |
| Essen                | M8C      |      | 1981       | 1116–1131       | nach Umbau mit Klappstufen = 1151–1166; 1161 und 1163 2019 verschrottet; 1159 2020 verschrottet; 1155, 1157-1158 und 1164 2023 verschrottet. |
| Essen                | M8C      |      | 1982       | 1132–1135       | nach Umbau mit Klappstufen = 1171–1180 |
| Essen                | M8C      |      | 1983       | 1177–1180       | mit Klappstufen; 1179 nach Unfall 2013 verschrottet |
| Essen                | M8C      |      | 1989/90    | 1401–1415       | 1402, 1404, 1408, 1409 verschrottet, 1406, 1407 und 1410–1414 2018 nach Iași, Rumänien, (CTP Iași) verkauft, 1401 2023 verschrottet, 1403 sowie 1405 und 1415 2024 verschrottet. |
|                      |          |      |            |                 | |
| Heidelberg           | M8C      |      | 1985       | 251–258         | Umbau zu M8C-NF mit Niederflurmittelteil, umnummeriert zu 3251–3258 |
|                      |          |      |            |                 | |
| Kassel               | N8C      |      | 1981/86    | 401–422         | Einige Fahrzeuge waren für das Befahren der Strecke zum Hauptbahnhof ab 2007 mit einer PZB versehen 401-417, 419 und 422 ab 2012 abgestellt und 2014 bzw. 2019 an Gdańsk verkauft; 418 und 420 noch im E-Wagen- und Fahrschulbetrieb, Linieneinsätze nicht die Regel |
|                      |          |      |            |                 | |
| Krefeld              | M8C      |      | 1980/81    | 831–850         | M8C 848 2013 verschrottet; 832, 840, 846 und 849 2014 verschrottet; 831, 833, 837 und 841 2017 verschrottet; 834 2018 verschrottet; 835 2019 verschrottet; 839 2020 verschrottet; 843 2021 verschrottet nach Brand; 836 Abgabe an Jugendtreff in Kempen im Okt. 2016 845 nach Abstellung Jan. 2018 – März 2020 restauriert, seit Mai 2021 im Linieneinsatz. 842 Restaurierung Mai 2019 – Nov. 2020, 838 seit April 2020 und 844 seit Sommer 2021. |
|                      |          |      |            |                 | |
| Mainz                | M8C      |      | 1984       | 271–276         | 2016/2017 modernisiert |
|                      |          |      |            |                 | |
| Mülheim an der Ruhr  | M8C      |      | 1976       | 271–276         | Umbau aus M 8 S; 272, 273, 275: 2015 verschrottet, 271, 274, 276: 2016 nach Elbląg verkauft |
| Mülheim an der Ruhr  | M6S      |      | 1977/78    | 277–281         | Umbau zu M 6 NF-C, Tw 280 nach Unfall 2011 verschrottet |
| Mülheim an der Ruhr  | M6D      |      | 1978       | 282             | 282 Prototyp mit Drehstromantrieb, Umbau in M 6 NF-D, 2009 verschrottet |
| Mülheim an der Ruhr  | M6D      |      | 1984/87/92 | 283–294         | 285 Umbau in M 6 NF-D, Tw 284 2009 verschrottet, 283, 288-294 2018 nach Iași, Rumänien, (CTP Iași) verkauft |
|                      |          |      |            |                 | |
| Nürnberg             | N 8 S NF |      | 1976       | 361–372         | Umbau aus N6S, Niederflurmittelteil, 2011: 363 Museumswagen, alle anderen wurden nach Kraków (Polen) verkauft und sind dort als Nummern HK 451 bis HK 461 in Betrieb. HK 451 bis HK 456 erhielten einen umfangreichen Umbau zum Einrichtungstriebwagen und erhielten neue Choppersteuerung. |

Basierend auf dem N-Wagen baute Simmering-Graz-Pauker (SGP) 1986/87 in Lizenz zwölf Gelenkwagen (601–612) für die Straßenbahn Graz. Hierbei handelte es sich jedoch um Einrichtungsfahrzeuge. Erst 1999 wurde auch diese Serie mit Niederflurmittelteilen zu Achtachsern erweitert.
Bereits kurz zuvor entstanden 1985/86 für die Straßenbahn Linz elf Zehnachser (41–56) die ebenfalls dem M/N-Wagen ähnelten. Auch sie wurden von SGP produziert, wiesen aber gewisse Unterschiede zum Vorbild auf, etwa im Bereich der Frontpartie und der Dachkante. Alle Fahrzeuge wurden 2011/12 verschrottet.
Für die Straßenbahn Genf wurde auf Basis des M/N-Wagens der Niederflurstraßenbahnwagen Typ DAV entwickelt, von welchem in den Jahren 1984 bis 1989 insgesamt 46 Triebwagen beschafft wurden.